# استاروبدیوو
استاروبدیوو (انگلیسی: Starobedeyevo) یک شهرک در شهرستان نوریمانوفسکی استان باشقیرستان کشور روسیه است.